# Zsófia Szilágyi
Dans le nom hongrois Szilágyi  Zsófia, le nom de famille précède le prénom, mais cet article utilise l’ordre habituel en français Zsófia Szilágyi , où le prénom précède le nom.
Pour les articles homonymes, voir Szilágyi (homonymie).
Zsófia Szilágyi, née le 23 décembre 1978 à Budapest (Hongrie), est une réalisatrice et scénariste hongroise. Son premier long métrage, Anna, un jour (Egy nap), remporte le Prix FIPRESCI au Festival de Cannes 2018.

## Biographie
Zsófia Szilágyi étudie à l'université de Pécs, dont elle sort diplômée en 2002. Elle poursuit à Budapest ses études en cinéma et télévision à l'université d'art dramatique et cinématographique jusqu'en 2007. Sa thèse de maîtrise porte sur la réalisation de Budapest ostroma, un des documentaires de la série Budapest Siege, produite conjointement avec des étudiants des cycles supérieurs.
Elle remporte une bourse de l'Institut Goethe de Hambourg en 2011. Elle travaille, entre 2014 et 2016, comme assistante-réalisatrice au film Corps et Âme (Testről és lélekről) de son amie, la réalisatrice Ildikó Enyedi.
En 2018, elle réalise son premier long métrage de fiction, Anna, un jour (Egy nap) qui, sélectionné dans la section de la Semaine de la critique au Festival de Cannes 2018, remporte le Prix FIPRESCI. Pour ce film, Zsófia Szilágyi remporte également le prix du meilleur réalisateur au Festival international du film de Vilnius 2019.

## Filmographie

### Directeur de casting
- 2013 : Lágy esö
- 2015 : Szerdai gyerek

### Réalisateur
- 2006 : Semleges hely
- 2007 : Budapest ostroma
- 2014 : Ha bírsz
- 2018 : Anna, un jour (Egy nap)

### Scénariste
- 2006 : Semleges hely
- 2018 : Anna, un jour (Egy nap)

## Récompenses et distinctions
- Festival de Cannes 2018 : Prix FIPRESCI de la Semaine de la critique pour Anna, un jour (Egy nap)
- Festival international du film du Caire 2018 : Meilleure actrice pour Zsófia Szamosi dans Anna, un jour (Egy nap)
- Festival international du film de Cleveland 2018 : Prix George Gund III Memorial Central and Eastern European Film Competition pour Anna, un jour (Egy nap)
- Festival international du film de Vilnius 2019 : Meilleur réalisateur pour Anna, un jour (Egy nap)